# EdgeRank
EdgeRank — цю назву зазвичай вживають стосовно алгоритму, який Facebook використовує, щоб визначити, які статті повинні відображатися в Стрічці Новин користувачів. Станом на 2011 рік, Facebook перестав користуватись EdgeRank і використовує машинне навчання алгоритму, що, станом на 2013 рік, приймає більш ніж 100 000 факторів до уваги.
EdgeRank була розроблена і впроваджена Серканом Піантіно.

## Формула і фактори
У 2010 році, спрощена версія алгоритму EdgeRank була представлена як:
{\displaystyle \sum _{\mathrm {edges\,} e}u_{e}w_{e}d_{e}}
де:
{\displaystyle u_{e}} це спорідненість користувача.
{\displaystyle w_{e}} є "вагою" вмісту.
{\displaystyle d_{e}} це часовий параметр.
- Спорідненість користувача: Користувацька спорідненість частина алгоритму Facebook EdgeRank [Архівовано 9 жовтня 2016 у Wayback Machine.], що відслідковує цікавість контента для користувача (допис/оновлення статусу).[1]
- Вага вмісту: Яку дію було зроблено користувачем з постом.[1]
- Часовий параметр затухання: Новий або старий пост. Нові повідомлення, як правило, займають більш високе місце, ніж старі пости.[1]

Деякі з методів, що Facebook використовує для того щоб коригувати параметри є закритими і не доступними для громадськості.

## Вплив
EdgeRank і його подальші версії в значній мірі впливають на те, що користувачі бачать і за чим слідкують: наприклад, вибір може зробити фільтр bubble (якщо користувачі вподобають, що підтверджує їх думки і т. д.) або зміна настрою людей (якщо користувачі роблять непропорційно велику кількість позитивних або негативних відгуків).
Як результат, для Facebook-сторінок, типовий коефіцієнт взаємодії становить менше 1 % (або менше 0,1 % для більш великих) і органічна взаємодія досягає 10 % або менше для більшості некомерційних організацій.
Як наслідок, для сторінок це може бути майже неможливо досягти якихось значних аудиторій, не використовуючи платне просування контенту.